# Leon Rupnik
Leon Rupnik (11. srpna 1880, Lokve, Nova Gorica – 4. září 1946, Lublaň) byl jugoslávský generál, velitel opevňovacích prací v Jugoslávii a slovinský politik odsouzený po druhé světové válce za vlastizradu k trestu smrti.

## Mládí
V letech 1895 až 1899 studoval střední vojenskou školu Terstu, poté pokračoval ve Vídni v letech 1905–1907. Po první světové válce byl přijat k jugoslávské armádě a v květnu 1919 byl povýšen na majora. Dále měl hodnost podplukovníka od roku 1923, plukovníka od roku 1927, brigádního generála (1933) a od roku 1937 divizního generála.

## Rupnikova linie
18. března 1938 byl jmenován velitelem opevňovacích prací. Za jeho vedení se zrychlila výstavba opevnění a následně zlidověla, po něm pojmenovaná – Rupnikova linie – která označovala jugoslávské opevnění. V souvislosti s výstavbou několikrát navštívil Československé opevnění a na jeho žádost byla Jugoslávii vydána řada plánů.

## Vypuknutí války
Na počátku dubnové války byl Rupnik náčelníkem štábu I. armádní skupiny Vojsk Království Jugoslávie. Po porážce Jugoslávie byl Rupnik zajat a chvíli držen v německé vojenské věznici. Po propuštění se 17. dubna 1941 přestěhoval do Italy okupovaného jižního Slovinska. Tato oblast byla počátkem května 1941 označena za Nezávislou provincii Lublaň. 7. června 1941 přijal funkci starosty Lublaně. V září 1943 byla po italském příměří oblast obsazena říšskoněmeckou brannou mocí a korutanský gauleiter Friedrich Rainer poté Rupnika navrhl do funkce vedoucího administrativy v lublaňské provincii. Rupnik měl funkci přijmout po konzultaci s biskupem Gregorijem Rožmanem, který měl Rupnika také na funkci doporučit. Rupnik byl do funkce jmenován 22. září 1943.
V roce 1943 stál při zrodu Slovinské domobrany (SD), která měla vedle říšskoněmeckých oddílů bojovat proti národněosvobozeneckému hnutí. V září 1943 se chtěl Rupnik, nedlouho po vzniku Domobrany, stát jejím velitelem. V listopadu 1943 však byla tato možnost zamítnuta gauleiterem Rainerem. V září 1944 byl Rupnik okupanty ustaven do funkce hlavního inspektora SD, avšak tato funkce nepřinášela žádné pravomoci. Jako hlavní inspektor se však účastnil shromáždění SD, na kterých příslušníci Domobrany přísahali věrnost říšskoněmecké branné moci.
Při výkonu funkce Rupnik vystupoval proti komunistům, Osvobozenecké frontě, Spojencům a židům. Přátelské styky také udržoval s SS-Obergruppenführerem Erwinem Rösenerem, který byl zodpovědný za popravy slovinských civilistů. Rupnik odmítal pokusy ostatních slovinských představitelů zajistit nekomunistickou budoucnost Slovinska povstáním proti nacistům. Nezasahoval také ve prospěch bývalých spolupracovníků, které nacisté pozatýkali.
5. května 1945 uprchl se skupinou dvaceti spolupracovníků do Rakouska. 8. května 1945 pak vyhlásil samostatný slovinský stát, který byl podporován katolickou církví a opíral se o zbytky slovinských kolaborantských jednotek. Tento státní útvar trval pouze dva dny.
23. července 1945 byl Rupnik zatčen Brity a v lednu 1946 byl vydán do Jugoslávie. V soudním procesu – tzv. Rupnikův proces – byl souzen spolu s dalšími kolaboranty a Rösenerem. Soud Rupnika shledal vinným zločinem vlastizrady a odsoudil ho k trestu smrti. Trest byl vykonán 4. září 1946. Rupnik byl pohřben téhož dne do neoznačeného hrobu.
8. ledna 2020 Nejvyšší soud Republiky Slovinsko rozsudek z roku 1946 zrušil z důvodu nesplnění nezbytných právních norem platných v době soudního řízení. Protože někteří chápali rozhodnutí soudu jako politickou rehabilitaci, bylo vydáno prohlášení, že tomu tak ve skutečnosti není. Rozhodnutí Nejvyššího soudu ostře kritizovalo také Centrum Simona Wiesenthala – mezinárodní židovská organizace pro lidská práva, odesláním dopisu slovinské velvyslankyni v Izraeli Andreje Purkart Martinezové, ve kterém ředitel Centra pro východoevropské záležitosti Dr. Efraim Zuroff poukázal na Rupnikovu aktivní účast na zločinech holocaustu a rozhodnutí soudu kritizoval.